# 국립철도박물관 (뉴델리)

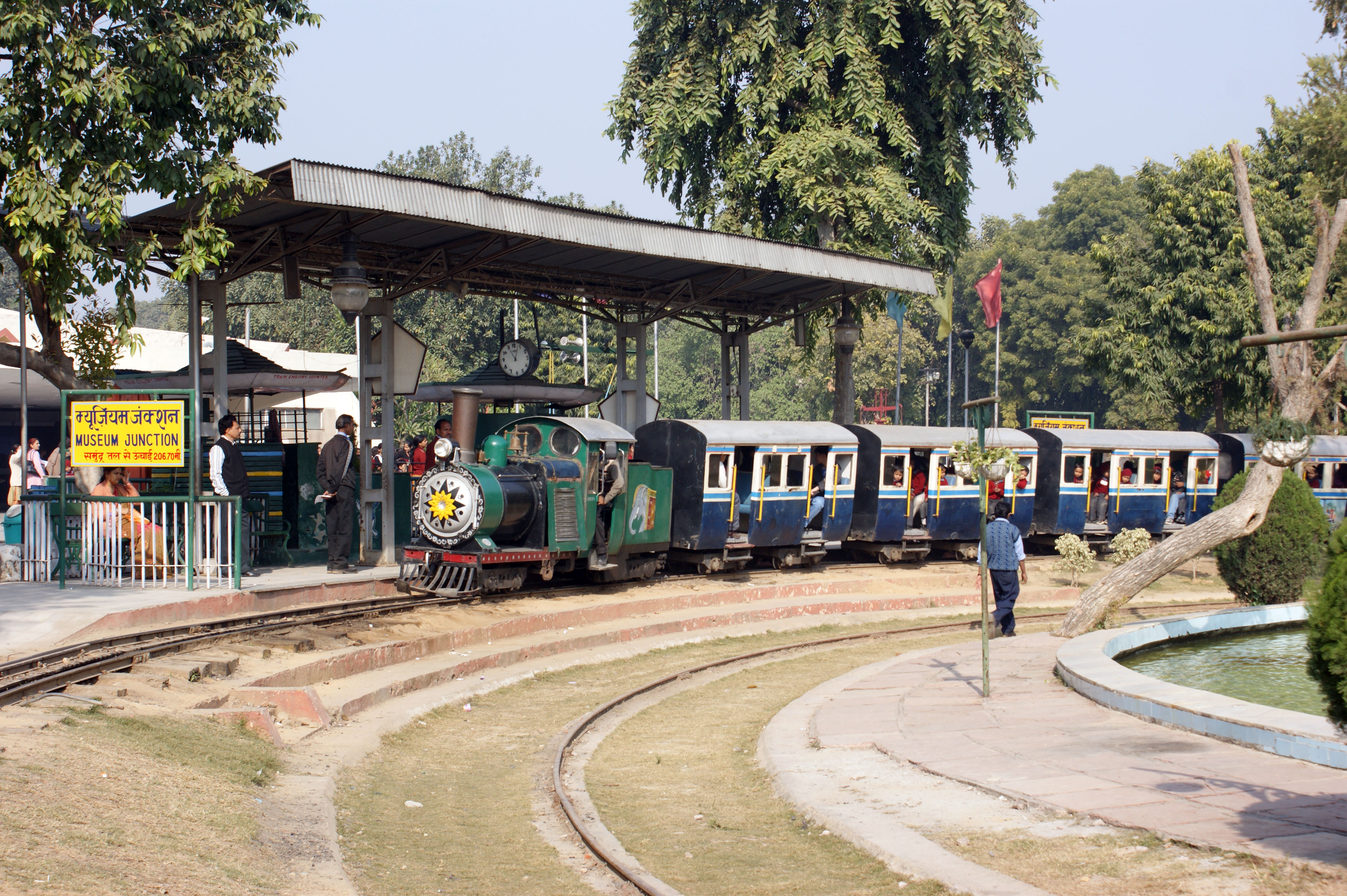
인도 국립 철도박물관

인도 국립 철도박물관(힌디어: राष्ट्रीय रेल संग्रहालय, नई दिल्ली)은 인도 뉴델리에 위치한 철도 박물관이다.